# فیلیپ پولمن
فیلیپ پولمن (به انگلیسی: Philip Pullman) (زاده ۱۹ اکتبر ۱۹۴۶) یک نویسنده بریتانیایی است. فیلیپ پولمن یکی از پشتیبانان انجمن اومانیستهای بریتانیا و همچنین یکی از اعضای افتخاری جامعه ملی سکولار در این کشور است.
 کتاب‌های وی از جمله مجموعهٔ خیال‌پردازی نیروی اهریمنی‌اش و بیوگرافی دراماتیک مسیح یا عنوان عیسای خوب و مسیح شریر فروش قابل توجهی را کسب کرده‌اند.

## نیروی اهریمنی‌اش
سه‌گانه نیروی اهریمنی‌اش کتابی متفاوت و برجسته است.
نیروی اهریمنی‌اش شامل، سپیده شمالی (در آمریکای شمالی با عنوان قطب‌نمای طلایی)، خنجر ظریف و دوربین کهربایی است. در نخستین مجموعه (سپیده شمالی) وی توانست مدال کارنگی را به‌خاطر بهترین رمان کودک در سال ۱۹۹۵ در بریتانیا بگیرد.
در کتاب دوم (خنجر ظریف) او توانست دو جایزه Whitbread Prize را برای بهترین کتاب کودکان در سال ۲۰۰۱ و Whitbread Book of the Year در سال۲۰۰۲ به خود اختصاص دهد، باید گفت که این نخستین کتاب کودکانی بود که توانست این جایزه را بدست آورد. این مجموعه در سال ۲۰۰۳ محبوبیت فوق‌العاده‌ای را کسب کرد و در بزرگترین نظر سنجی کتاب بی‌بی‌سی جایگاه سوم را به خود اختصاص داد.